# Richard Pickersgill
Richard Pickersgill (West Tanfield, 18 avril 1749-Londres, 1779) est un navigateur britannique.

## Biographie
Troisième lieutenant de James Cook dans ses deux premières expéditions, 1768-1771 et 1772-1775 sur la Resolution, il est envoyé en baie de Baffin en 1776 pour défendre les baleiniers, établir une carte des côtes et y attendre le retour de Cook.
Il part ainsi de Deptford en mai 1776, franchit le cap Farewell (Groenland) et atteint Mosquito Cove avant de devoir rebrousse chemin et de se réfugier sur la côte du Labrador.
Il est aujourd'hui établi que ce retour précipité était dû à son fort alcoolisme. Après être passé en cour martiale pour ivrognerie, il serait devenu corsaire d'après ce qu'en écrit Johann Forster dans son récit du second voyage de Cook.
Il meurt lors de l’embarquement d'un navire en se noyant dans la Tamise. Il est inhumé à Westminster.

## Hommage
- James Cook avait attribué son nom à l'actuelle île Annenkov.

## Œuvre
- Captain Cook's Second Voyage: Journals of Lieutenant Richard Pickersgill, 1779